# Olympusbergsalamander
De olympusbergsalamander (Rhyacotriton olympicus) is een salamander uit de familie Olympusbergsalamanders (Rhyacotritonidae). De soort werd voor het eerst wetenschappelijk beschreven door Helen Gaige in 1917. Oorspronkelijk werd de wetenschappelijke naam Ranodon olympicus gebruikt.

## Uiterlijke kenmerken
Het was vroeger de enige soort uit het geslacht maar tegenwoordig is deze soort opgesplitst in vier soorten, en heeft een eigen familie gekregen. De olympusbergsalamander is te herkennen aan de oranje buik, roodbruine tot bruine basiskleur, duidelijk zichtbare ribben en soms een uit zeer kleine vlekjes opgebouwde blauwe lengtestreep onderaan de flank. Zoals andere soorten is de staart erg kort en zijdelings afgeplat en de ogen zijn opvallend groot. De poten zijn naar verhouding kort maar goed ontwikkeld en mannetjes hebben twee duidelijk uitstulpingen achter de cloaca. De totale lichaamslengte is ongeveer 8 centimeter.

## Algemeen
De olympusbergsalamander komt alleen voor in het uiterste westelijke puntje van het schiereiland aan de kust van Washington, ten westen van de stad Seattle rond de berg Olympus. De habitat bestaat uit schaduwrijke en vochtige bossen met snelstromend water; ook de larven weten stand te houden in de soms erg wilde wateren door zich tussen grotere stenen en rotsen op de bodem te verstoppen. Het voedsel bestaat uit allerlei kleine ongewervelden die de salamander meestal op het land maar ook wel in het water buitmaakt. Deze soort is echter sterk aan water gebonden en komt nooit ver uit de buurt.